# Eunice (Nouveau-Mexique)
Pour les articles homonymes, voir Eunice.
Eunice est une ville située dans le comté de Lea, au Nouveau-Mexique. La population s'élevait à 2 922 habitants au recensement des États-Unis de 2010. Le maire d'Eunice, élu en avril 2007, est Matt White.
La construction d'un centre d'enrichissement de l'uranium, utilisant la technologie de centrifugeuse Zippe a débuté en août 2006. En juin 2010, le centre, propriété d'URENCO, est entré en service.

## Source
- (en) Cet article est partiellement ou en totalité issu de l’article de Wikipédia en anglais intitulé « Eunice, New Mexico » (voir la liste des auteurs).